# Smyčková
Příjmení Smyčková je přechýlenou ženskou variantou příjmení Smyček a Smyčka. Obě jsou odvozena od apelativa smyčka, tedy uzel či oko. Vyskytují se převážně v Olomouckém a Moravskoslezském kraji a jejich nositelek a nositelů bylo v ČR k 31.12.2016 celkem 386. K známým osobnostem s tímto příjmením náleží např. slovenská sopranistka a sólistka opery SND českého původu Jarmila Smyčková (*1929) nebo česká zpěvačka, herečka a dabérka Jolana Smyčková (*1979), dcera operního pěvce-barytonisty a esperantisty Miroslava Smyčky (1926-2017). Ze vzdálenější doby je možné jmenovat také někdejšího starostu města Litovle MUDr. Jana Smyčku (1855-1927) či geologa a paleontologa Františka Smyčku (1870-1918).
|          | četnost | pořadí | hustota 1 na    | prům. věk | největší výskyt                  |
| -------- | ------- | ------ | --------------- | --------- | -------------------------------- |
| Smyčková | 195     | 8680.  | 54875 obyvatel  | 41 let    | Olomoucký a Moravskoslezský kraj |
| Smyček   | 101     | 16523. | 105946 obyvatel | 40 let    | Moravskoslezský kraj             |
| Smyčka   | 90      | 18279. | 118895 obyvatel | 38 let    | Olomoucký kraj                   |